# Погарщинська сільська рада
Погарщинська сільська рада — колишній орган місцевого самоврядування у Лохвицькому районі Полтавської області з центром у селі Погарщина.

## Населені пункти
Сільраді були підпорядковані населені пункти:
- c. Погарщина
- c. Дібрівне